# Lonlay-le-Tesson
Lonlay-le-Tesson és un municipi francès situat al departament de l'Orne i a la regió de Normandia. L'any 2007 tenia 245 habitants.

## Demografia

### Població
El 2007 la població de fet de Lonlay-le-Tesson era de 245 persones. Hi havia 100 famílies de les quals 28 eren unipersonals (8 homes vivint sols i 20 dones vivint soles), 28 parelles sense fills, 40 parelles amb fills i 4 famílies monoparentals amb fills.
La població ha evolucionat segons el següent gràfic:
Habitants censats

### Habitatges
El 2007 hi havia 113 habitatges, 99 eren l'habitatge principal de la família, 11 eren segones residències i 2 estaven desocupats. 110 eren cases i 3 eren apartaments. Dels 99 habitatges principals, 75 estaven ocupats pels seus propietaris, 20 estaven llogats i ocupats pels llogaters i 4 estaven cedits a títol gratuït; 1 tenia una cambra, 8 en tenien dues, 25 en tenien tres, 35 en tenien quatre i 30 en tenien cinc o més. 38 habitatges disposaven pel capbaix d'una plaça de pàrquing. A 39 habitatges hi havia un automòbil i a 47 n'hi havia dos o més.

### Piràmide de població
La piràmide de població per edats i sexe el 2009 era:
| Homes | Edats   | Dones |
| ----- | ------- | ----- |
| 0     | 95 o +  | 0     |
| 0     | 90 a 94 | 0     |
| 0     | 85 a 89 | 0     |
| 0     | 80 a 84 | 0     |
| 12    | 75 a 79 | 24    |
| 4     | 70 a 74 | 4     |
| 4     | 65 a 69 | 0     |
| 0     | 60 a 64 | 8     |
| 0     | 55 a 59 | 4     |
| 16    | 50 a 54 | 8     |
| 8     | 45 a 49 | 8     |
| 0     | 40 a 44 | 4     |
| 12    | 35 a 39 | 12    |
| 8     | 30 a 34 | 12    |
| 8     | 25 a 29 | 4     |
| 12    | 20 a 24 | 4     |
| 0     | 15 a 19 | 4     |
| 8     | 10 a 14 | 0     |
| 16    | 5 a 9   | 8     |
| 0     | 0 a 4   | 8     |

## Economia
El 2007 la població en edat de treballar era de 147 persones, 106 eren actives i 41 eren inactives. De les 106 persones actives 96 estaven ocupades (55 homes i 41 dones) i 10 estaven aturades (2 homes i 8 dones). De les 41 persones inactives 13 estaven jubilades, 16 estaven estudiant i 12 estaven classificades com a «altres inactius».

### Ingressos
El 2009 a Lonlay-le-Tesson hi havia 94 unitats fiscals que integraven 234,5 persones, la mediana anual d'ingressos fiscals per persona era de 15.165 €.

### Activitats econòmiques
Dels 9 establiments que hi havia el 2007, 4 eren d'empreses de construcció, 1 d'una empresa de comerç i reparació d'automòbils, 1 d'una empresa financera i 3 d'empreses classificades com a «altres activitats de serveis».
Dels 2 establiments de servei als particulars que hi havia el 2009, 1 era un paleta i 1 empresa de construcció.
L'any 2000 a Lonlay-le-Tesson hi havia 24 explotacions agrícoles que ocupaven un total de 1.120 hectàrees.

## Poblacions més properes
El següent diagrama mostra les poblacions més properes.